# Cmentarz ewangelicki w Zabrzu-Biskupicach
Cmentarz ewangelicki w Zabrzu-Biskupicach – cmentarz luterański w Zabrzu-Biskupicach, położony przy ul. Joachima Lelewela 14 na Osiedlu Borsiga. Administratorem cmentarza pozostaje Parafia Ewangelicko-Augsburska w Zabrzu.

## Historia
Cmentarz ewangelicki zlokalizowany na terenie kolonii robotniczej Borsigwerk w Biskupicach został wytyczony w latach 1870–1871 na potrzeby tutejszej stacji kaznodziejskiej podległej parafii ewangelickiej w Bytomiu. Pierwszy pochówek miał na nim miejsce w 1871.
Wraz z wyodrębnieniem się stacji kaznodziejskiej na Osiedlu Borsiga od 1 października 1886 jako samodzielnej parafii, tutejszy cmentarz stał się nekropolią parafialna. We wrześniu wrześniu 1945 parafia w Biskupicach została zlikwidowana poprzez włączenie do parafii w Zabrzu, która stała się wówczas właścicielem dotychczasowej kaplicy parafialnej i cmentarza.
Na cmentarzu został pochowany pierwszy proboszcz Parafii Ewangelicko-Augsburskiej w Biskupicach, ks. Alfred Paulisch. Powstała tu również kwatera żołnierzy poległych w wojnie francusko-pruskiej w latach 1870–1871.